# Microsoft Edge
Microsoft Edge (wym. [ˈmaɪkɹoʊˌsɑːft edʒ], pierwotnie opracowywany pod kryptonimem Project Spartan) – przeglądarka internetowa firmy Microsoft. Oficjalnie zaprezentowana 21 stycznia 2015 roku, a pierwszy raz wydana w wersji testowej 30 marca 2015 roku. Dostępna dla systemu Windows 10, którego premiera odbyła się 29 lipca 2015 roku. Microsoft Edge jest domyślną przeglądarką nowego systemu Microsoftu, zastąpiła Internet Explorer 11 i obsługuje komputery PC, tablety, konsole Xbox One oraz smartfony. Przeglądarka ta jest dostępna dla starszych wersji systemu Windows. Jest dostępna na niektóre wersje Androida, dystrybucje Linuxa, iOSa, macOSa oraz Windowsa. Od wersji 79 przeglądarka wykorzystuje silnik Blink na większości platform (z wyjątkiem iOS).
Microsoft Edge otrzymała opcję rozbudowanej synchronizacji. Przedstawiciele Microsoftu ujawnili, że ważnym elementem jest zwiększenie bezpieczeństwa przeglądarki. W Microsoft Edge znajdują się dodatkowe zabezpieczenia wykorzystujące możliwości HTTP/2 oraz bazujące na standardach TLS. Ponadto przeglądarka jest zintegrowana z częścią ochrony Windows 10. Przejawia się to w zwiększeniu szczelności procesu sieciowego logowania lub weryfikowania tożsamości (Microsoft Passport).

## Rozwój
W grudniu 2014 Mary Jo Foley poinformowała, że Microsoft opracowuje nową przeglądarkę o nazwie kodowej Spartan dla systemu Windows 10. Foley dodała, że Spartan będzie całkiem nowym produktem. 29 kwietnia 2015 roku, podczas konferencji Build, ogłoszono, że Spartan będzie oficjalnie znany jako Microsoft Edge.
Microsoft Edge został po raz pierwszy publicznie dostępny w systemie Windows 10 Technical Preview, wydanym 30 marca 2015 roku. 29 lipca 2015 roku odbyła się oficjalna premiera.
2 sierpnia 2016 została wydana aktualizacja Anniversary Update (wersja 1607) dla systemu Windows 10. Wraz z nią Edge również dostał dużą aktualizację. Jedną z nowości jest wprowadzenie obsługi rozszerzeń, które można było od tej wersji pobierać ze Sklepu Windows.
5 października 2017 Joe Belfiore ogłosił, że Microsoft planuje wydać przeglądarkę Microsoft Edge na systemy mobilne – Android i iOS. W tym samym roku zostały także udostępnione do pobrania wersje Beta. Mobilna wersja MS Edge nie używa silnika EdgeHTML, lecz silnika Webkit w wersji iOS i Blink w wersji Androidowej.
6 grudnia 2018 Microsoft zapowiedział znaczną zmianę dotyczącą Edge – zostanie on oparty na Chromium. Wkrótce potem zostały wydane wersje na większą liczbę systemów operacyjnych, tj. Windows 7, Windows 8.1 i macOS, a aktualizacje były częstsze.
15 stycznia 2020 roku została wydana stabilna wersja z silnikiem Blink za pośrednictwem aktualizacji systemowych i zastąpiła starą przeglądarkę Edge w systemie Windows.
Starsza wersja MS Edge z silnikiem EdgeHTML czyli Edge Legacy nie jest już rozwijana, wsparcie techniczne skończyło się 9 marca 2021 i przy aktualizacji została odinstalowana z systemu.
W styczniu 2023 zakończono wsparcie Edge'a na Windows 7. Tym samym ostatnią wersją Edge'a na Windows 7 została wersja 109.0.